# Podstawowa przemiana materii
Podstawowa przemiana materii (PPM) (ang. basal metabolic rate) – najmniejsze tempo przemiany materii, zachodzącej w organizmie człowieka, niezbędne do podtrzymania podstawowych funkcji życiowych, znajdującego się w stanie czuwania, w warunkach zupełnego spokoju fizycznego i psychicznego, komfortu cieplnego, który na 12 godzin przed badaniem nie spożywał żadnych posiłków, po 3 dniach diety bezbiałkowej i po co najmniej 8 godzinach snu. W zależności od wieku oraz stylu życia podstawowa przemiana materii pochłania od 45% do 70% dziennego zapotrzebowania energetycznego człowieka (zob. np. zapotrzebowanie energetyczne dla sportowców).
Na PPM składają się przemiany zachodzące w:
1. układzie nerwowym – 1/4,
2. wątrobie – 1/5,
3. nerkach – 1/15,
4. sercu – 1/15,
5. pozostałe narządy – 2/5.

Pierwszą metodą obliczania była metoda Harrisa-Benedicta, opublikowana w 1918 roku:
mężczyźni: {\displaystyle PPM=\left({\frac {13{,}7516\ m}{1\ {\mbox{kg}}}}+{\frac {5{,}0033\ wz}{1\ {\mbox{cm}}}}-{\frac {6{,}7550\ w}{1\ {\mbox{lata}}}}+66{,}4730\right){\frac {\mbox{kcal}}{\mbox{dzień}}}}
kobiety: {\displaystyle PPM=\left({\frac {9{,}5634\ m}{1\ {\mbox{kg}}}}+{\frac {1{,}8496\ wz}{1\ {\mbox{cm}}}}-{\frac {4{,}6756\ w}{1\ {\mbox{lata}}}}+655{,}0955\right){\frac {\mbox{kcal}}{\mbox{dzień}}}}
gdzie:
- {\displaystyle m} – masę wyrażoną w kilogramach,
- {\displaystyle wz} – wzrost w centymetrach,
- {\displaystyle w} – wiek w latach.

Równanie to uważano za najlepsze do obliczania PPM aż do roku 1990, kiedy M.D. Mifflin oraz Sachiko T. St. Jeor opublikowały swoje równanie:
{\displaystyle PPM=\left({\frac {10{,}0\ m}{1\ {\mbox{kg}}}}+{\frac {6{,}25\ wz}{1\ {\mbox{cm}}}}-{\frac {5{,}0\ w}{1\ {\mbox{lata}}}}+s\right){\frac {\mbox{kcal}}{\mbox{dzień}}},}
gdzie za {\displaystyle s} podstawiamy +5 w przypadku mężczyzn oraz −161 w przypadku kobiet.